# Avhustînivka, Zaporijjea
Avhustînivka (în ucraineană Августинівка) este localitatea de reședință a comunei Avhustînivka din raionul Zaporijjea, regiunea Zaporijjea, Ucraina.

## Demografie
Componența lingvistică a localității Avhustînivka
     Ucraineană (77,58%)
     Rusă (22,42%)
Conform recensământului din 2001, majoritatea populației localității Avhustînivka era vorbitoare de ucraineană (77,58%), existând în minoritate și vorbitori de rusă (22,42%).